# Hurlements en faveur de Sade
Pour plus de détails, voir Fiche technique et Distribution.
Hurlements en faveur de Sade est un film expérimental français écrit et réalisé par Guy Debord, sorti en 1952.
Il s'agit du premier long métrage du cinéaste.

## Synopsis
Le film, qui ne comporte aucune image, est composé d'une alternance de séquences d'écran noir silencieuses et d'écran blanc durant lesquelles sont énoncés, par des voix résolument monotones, des coupures de presse, des textes juridiques et des citations détournées de leur sens constituant la bande sonore.

## Fiche technique
Le générique est constitué des seules deux premières répliques dites par Gil J Wolman et Guy Debord
- Titre original et francophone : Hurlements en faveur de Sade
- Titre international : Howlings in Favour of Sade
- Réalisation et scénario : Guy Debord
- Format :  noir ou blanc - 1,37:1 - 35 mm - Son mono
- Bande son : voix (toutes inexpressives) de Gil J Wolman, Guy Debord, Serge Berna, Barbara Rosenthal et Jean-Isidore Isou ; aucun accompagnement ni bruitage, à l'exception d'une improvisation lettriste de Wolman en ouverture ; entre chaque séquence de dialogue sur écran blanc, silence sur écran noir, dont vingt-quatre minutes pour la séquence finale.
- Durée : 64 minutes
- Date de sortie : 30 juin 1952 ; 13 octobre 1952 (première projection intégrale)

## Production
La fiche technique n° 1 figurant dans Contre le cinéma publié par l'Institut scandinave de vandalisme comparé à Aarhus en 1964 ne mentionne, à la différence des deux courts métrages suivants de Guy Debord réalisés en 1959 et 1960, aucun producteur ni équipe technique, indiquant simplement réalisé en juin 1952.

### Sortie
La première présentation du film le 30 juin 1952 au ciné-club d'Avant-Garde alors dirigé par Armand-J Cauliez, dans les locaux du Musée de l'Homme à Paris provoque scandale et indignations. La séance est interrompue dès les premières minutes par les dirigeants du ciné-club dans une ambiance particulièrement agitée.
La première projection intégrale du film a finalement lieu  le 13 octobre de cette même année, dans le cadre du programme L'avant-garde absolue organisé par les Amis du Cinéma de Jean Cocteau au ciné-club du Quartier latin, dans la salle des Sociétés savantes, club dirigé par François Froeschel et animé par Maurice Schérer.